# Jelena Jensen
Jelena Jensen (Los Angeles, 7 de outubro de 1981) é uma modelo e atriz de filmes adultos.

## Biografia

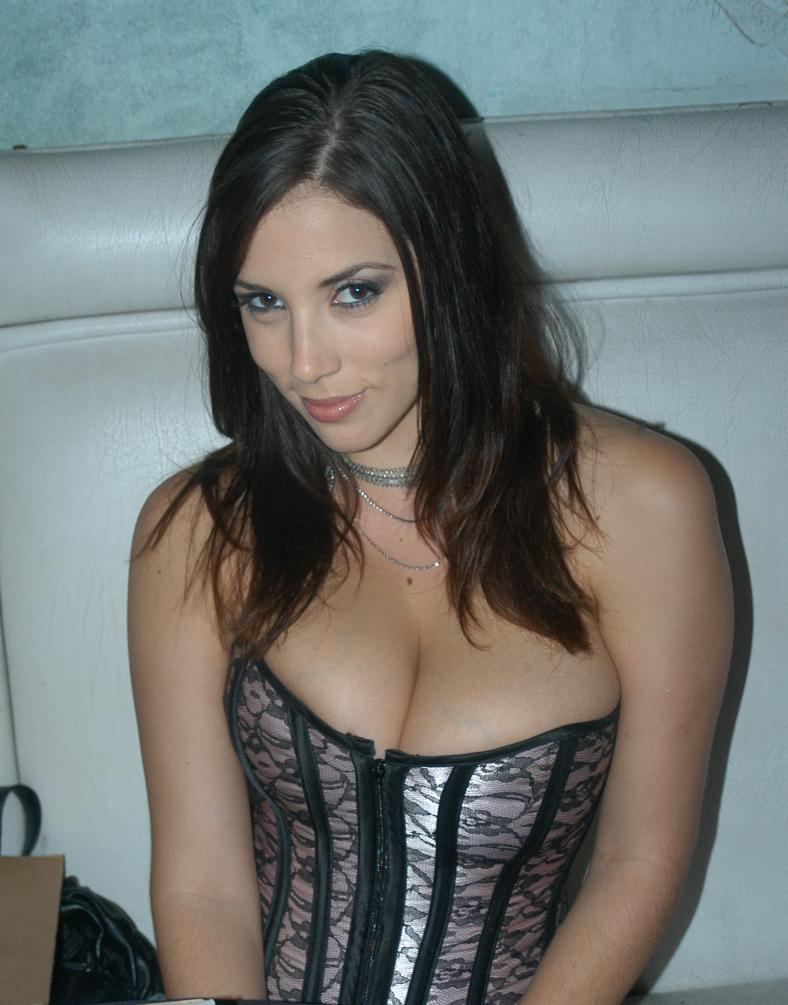
Jelena Jensen

Jelena Jensen estudou na Universidade Chapman no Condado Orange, na Califórnia. Formou-se em filme e produção de cinema e televisão, com ênfase em produção, em maio de 2003. Durante o seu último ano na faculdade, Jelena começou sua carreira trabalhando na Jaded Video como gerente de produto, gerente de marketing e porta-voz da empresa. Como gerente de marketing, ela apresentava-se como modelo para seus stands nas mais variadas convenções adultas, como a AVN em Las Vegas e a Erotica LA em Los Angeles.
Por sua falta de interesse em atuar na pornografia, um amigo lhe sugeriu que ela fizesse pornô solo. Jelena teve seu primeiro álbum de fotos com Scott St.James, publicado na edição de agosto de 2003 da revista "Club". Desde então ela já trabalhou com  muitos fotográfos, incluindo Suze Randall, Holly Randall, J.Stephen Hicks, Matti Klatt e com diretores como Andrew Blake, o cRobby D., e Celeste. Ela também posou para diversas revistas masculinas. Jelena ficou muito conhecida por ter um belo par de seios grandes e naturais.
Mora atualmente em Los Angeles com seu esposo e ambos têm dois cachorros, os quais ela trata como se fossem filhos, já que a mesma afirma não ter interesse algum em ser mãe. Não há muitos relatos ou registros sobre a vida pessoal da atriz e sobre sua família, o que se sabe é que é casada há quase 10 anos e que trabalha para o meio adulto desde os 22 anos. Após o casamento com Matt Erickson, parou de fazer cenas boy-girl com outro homem que não fosse seu marido.

## Prêmios e indicações
| Ano  | Prêmio     | Categoria                 |                                                     | Resultado | Ref.  |
| ---- | ---------- | ------------------------- | --------------------------------------------------- | --------- | ----- |
| 2010 | XBIZ Award | Web Babe of the Year      |                                                     | Venceu    | [ 3 ] |
| 2012 | AVN Award  | Best Girl/Girl Sex Scene  | Breast in Class: Naturally Gifted (com Jenna Haze ) | Indicada  | [ 4 ] |
| 2013 | AVN Award  | Best Solo Girl Website    | JelenaJensen.com                                    | Venceu    | [ 5 ] |
| 2016 | Girlsway   | Girlsway Girl of the year |                                                     | Venceu    |       |
| 2017 | Girlsway   | Milf of the year          |                                                     | Venceu    |       |

## Publicações
- Penthouse
- Playboy Edições Especiais
- Hustler em abril de (2004)
- Club em agosto de (2003)
- Fox em novembro de (2003)
- High Society em janeiro de (2004)
- Natural Beauties em fevereiro e março de (2004)

## Aparições emedições especiais Playboy EUA
- Playboy TopModels 20
- Playboy Natural Beauties em fevereiro e março de (2004)
- Playboy College Girls em abril de (2004)
- Playboy Nude College Girls em junho de (2004)
- Playboy Hot Shots 2005 em janeiro de (2005)
- Playboy Nude College Girls em junho de (2005)
- Playboy Vixens em agosto de (2005)
- Playboy Books of Lingerie em dezembro de (2005)
- Playboy Hot Shots 2006 em janeiro de (2006)
- Playboy Books of Lingerie em dezembro de (2006)

Tirou fotos para numerosos websites. Jelena é uma modelo do diretor Andrew Blake, aparecendo em dois de seus filmes,Andrew Blake X1 e Andrew Blake X2, e como personagem principal da série Jack´s Playground criado pela Digital Playground´s. Recentemente, Jelena se tornou a personagem principal de um programa de TV do canal Playboy, chamado Totally Busted.